# Fondation Lundbeck
La Fondation Lundbeck (en danois Lundbeckfonden) est une fondation commerciale danoise. Avec une valeur totale de plus de 65 milliards de couronnes, le fonds figure parmi les plus importants du Danemark. Elle a été créée en 1954 par Grete Lundbeck, alors la veuve du fondateur de l'entreprise Lundbeck.
La fondation soutient la recherche en sciences de la santé, avec un accent particulier sur l'étude du cerveau, à hauteur de 500 millions de couronnes danoises chaque année. La fondation décerne chaque année le prix Brain, un prix de recherche doté d'un million euros, attribué à un ou plusieurs chercheurs qui ont excellé en neurosciences.
La fondation détient des actions de contrôle dans les sociétés Lundbeck, ALK-Abelló et Falck, et investit dans un certain nombre de sociétés de biotechnologie,,,,.

## Activités commerciales
Les activités commerciales du fonds se répartissent comme suit :

### Filiales
Lundbeck, ALK-Abelló et Falck

### Capital-risque
Lundbeckfonden Ventures est un fonds de capital-risque permanent avec un portefeuille d'environ 20 sociétés représentant un large éventail de domaines thérapeutiques. Le fond Ventures a été créé à l'automne 2009.

### Emerge
La Fondation Lundbeck Emerge est une entreprise créée en 2012 dans le but d'investir dans des start-ups qui ne sont pas encore matures pour le capital-risque. La première entreprise a été la société Epitherapeutics, qui a été vendue en 2015 à Gilead Sciences.

## Soutien à la recherche
La Fondation Lundbeck distribue un peu plus de 500 millions de couronnes danoises chaque année pour les projets de recherche danois dans le cadre de la recherche en sciences de la santé. La santé du cerveau est un domaine d'intérêt particulier pour la fondation.
La Fondation Lundbeck soutient également des projets dans le domaine de l'enseignement des sciences et de la diffusion de la recherche.

### Prix Brain
Chaque année, la Fondation Lundbeck décerne le prix Brain, qui est un prix de recherche de 10 millions de couronnes danoises, à un ou plusieurs chercheurs qui se sont distingués par une excellente contribution aux neurosciences, et qui sont toujours actifs dans la recherche. Le prix Brain est le plus important prix de recherche sur le cerveau au monde.

### Prix du jeune chercheur
Le prix du jeune chercheur de la Fondation Lundbeck est une récompense attribuée à un jeune chercheur de moins de 40 ans, d'un montant de 300 000 couronnes danoises pour le chercheur et de 700 000 couronnes pour les activités de recherche du lauréat. Le prix est décerné une fois par an en reconnaissance des mérites d'un chercheur particulièrement prometteur qui a réalisé une recherche scientifique ou sanitaire exceptionnelle.

### Prix du talent
Les prix du talent de la Fondation Lundbeck sont décernés chaque année à 3 à 5 jeunes chercheurs de moins de 30 ans. Le prix, composé de 150 000 couronnes pour la personne et de 350 000 pour la recherche du lauréat, est décerné à des chercheurs qui ont effectué des recherches particulièrement prometteuses en santé ou en sciences naturelles.

### Bourses de la fondation
Chaque année, la Fondation Lundbeck attribue de 8 à 10 bourses à de jeunes chercheurs particulièrement prometteurs et qualifiés pour créer ou agrandir un groupe de recherche. Chaque bourse est financée à hauteur de 10 millions couronnes et fonctionne sur cinq ans.

### Professeurs de la Fondation Lundbeck
Ce prix de la Fondation Lundbeck est attribué aux meilleurs chercheurs en neurosciences dans l'objectif de la création d'un environnement de recherche solide au Danemark dans le domaine de la recherche sur le cerveau. En 2019, 232 millions de couronnes ont été attribués à six professeurs.